# Parc Zoologique de Paris
Het Parc Zoologique de Paris is een dierentuin in Parijs en bevindt zich in het Bois de Vincennes. In het Frans wordt de dierentuin ook wel het Parc Zoologique du Bois de Vincennes of Zoo de Vincennes genoemd. Deze dierentuin behoort tot de organisatie van het Muséum national d'histoire naturelle. Het Parc Zoologique de Paris werd geopend in 1934 en na een uitgebreide renovatie in 2014 heropend. Tegenwoordig is de dierentuin ingedeeld in vijf thematische gebieden, verspreid over een oppervlakte van 14,5 hectare. Er worden ongeveer 180 diersoorten gehouden.

## Geschiedenis
De dierentuin werd op 2 juni 1934 geopend als aanvulling op de Ménagerie du Jardin des Plantes in het centrum van de stad. Het volgde op een tijdelijke dierentuin ter gelegenheid van de koloniale tentoonstelling die van mei tot en met september 1931 in Parijs werd gehouden. Architect Carl Letrosne had een goed voorbeeld aan de dierentuin in Hamburg, die in 1907 was opgericht door Carl Hagenbeck en waarvan de kunstmatige rotspartijen in veel landen nagemaakt werden. Ook werden in Hamburg tralies vervangen door grachten, hetgeen ook in andere dierentuinen nagedaan werd. De dierentuin richtte zich met name op grote zoogdieren, waaronder olifanten, neushoorns, antilopen, giraffen en beren, onder meer de reuzenpanda. Ook had de dierentuin een grote collectie halfapen. In 1994 werd de grote rotsenpartij gerestaureerd, maar na een bestaan van bijna tachtig jaar werd in 2008 besloten dat veel hokken, vaak in rotsen uitgehouwen of door kunstmatige rotsen gecamoufleerd, niet meer veilig waren. De Frans-Zwitserse architect Bernard Tschumi kreeg opdracht om de dierentuin te renoveren. De dierentuin werd op 12 april 2014 heropend.

## Inrichting
De dierentuin is sinds de heropening verdeeld in vijf biozones:
| Biozone        | Opp.      | Dieren                                                                           |
| -------------- | --------- | -------------------------------------------------------------------------------- |
| Amazone-Guyana | 12.530 m2 | 67 diersoorten, waaronder kaaimannen, anaconda's, apen en Caribische lamantijnen |
| Europa         | 10.800 m2 | 28 diersoorten, waaronder wolven, lynxen, reptielen en amfibieën.                |
| Madagaskar     | 9.655 m2  | 30 diersoorten, waaronder soorten maki's, schildpadden en mantella's             |
| Patagonië      | 16.570 m2 | 8 diersoorten, waaronder Manenrobben en Humboldtpinguïns                         |
| Sahel-Soedan   | 45.215 m2 | 44 diersoorten, waaronder giraffen, leeuwen en witte neushoorns                  |

Een deel van de dieren uit Guyana en Madagaskar is ondergebracht in een tropische serre van 4.000 m².
De collectie van de dierentuin bestaat uit ongeveer 240 zoogdieren, 390 vogels, 210 schildpadden, 140 amfibieën en 900 insecten, schaaldieren en spinnen.

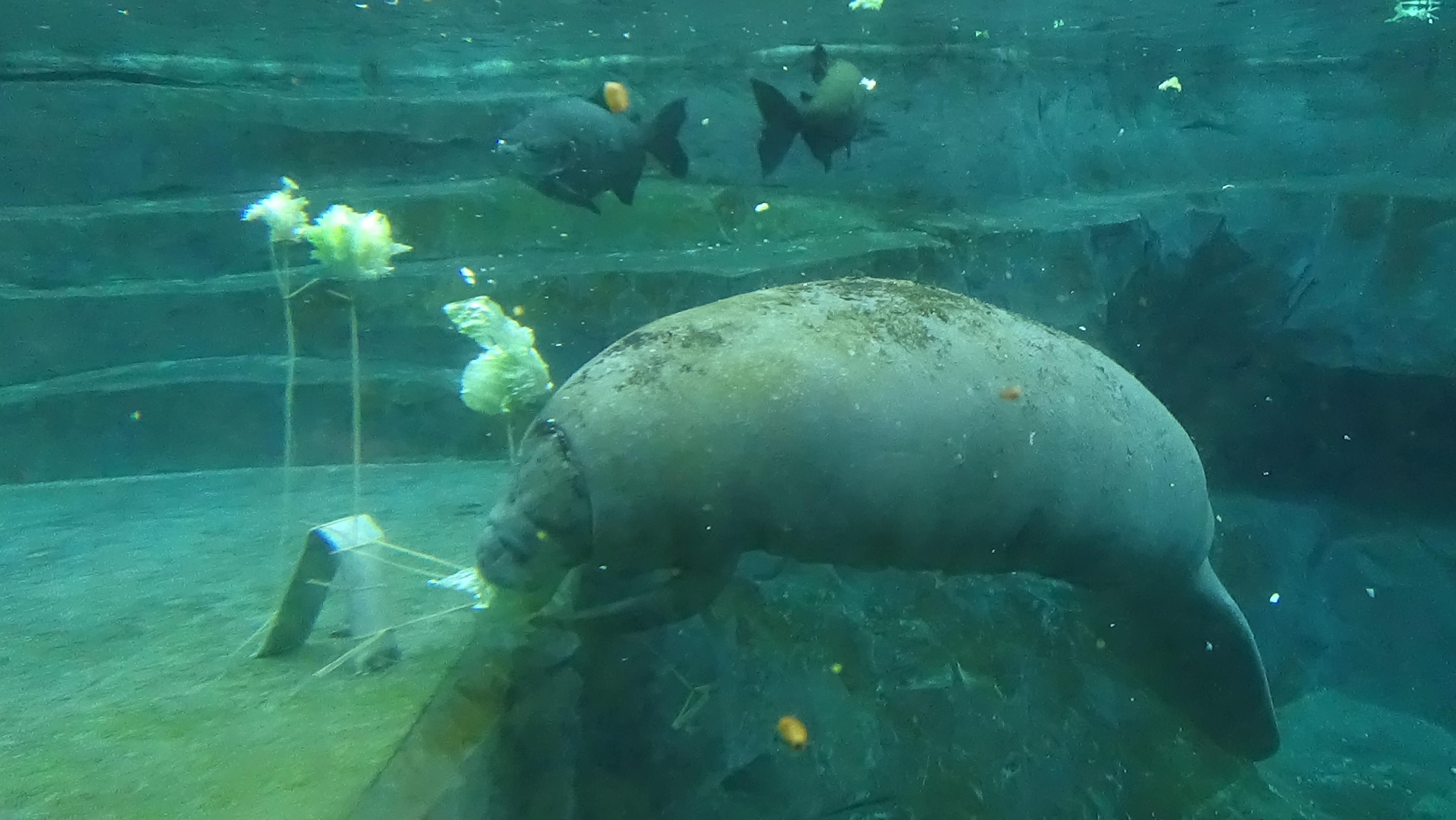
Guyana: Caribische lamantijn
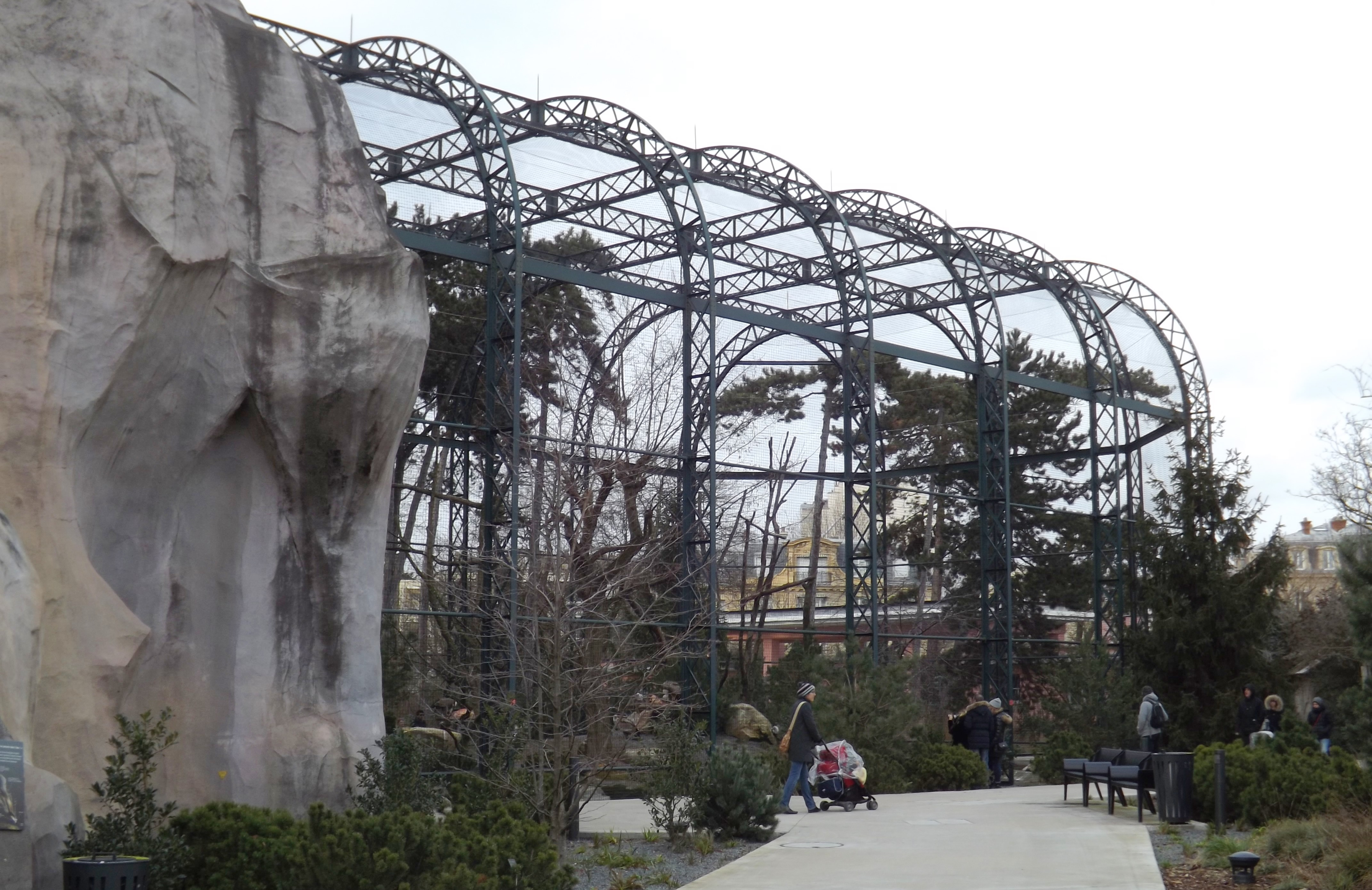
Europa: roofvogels
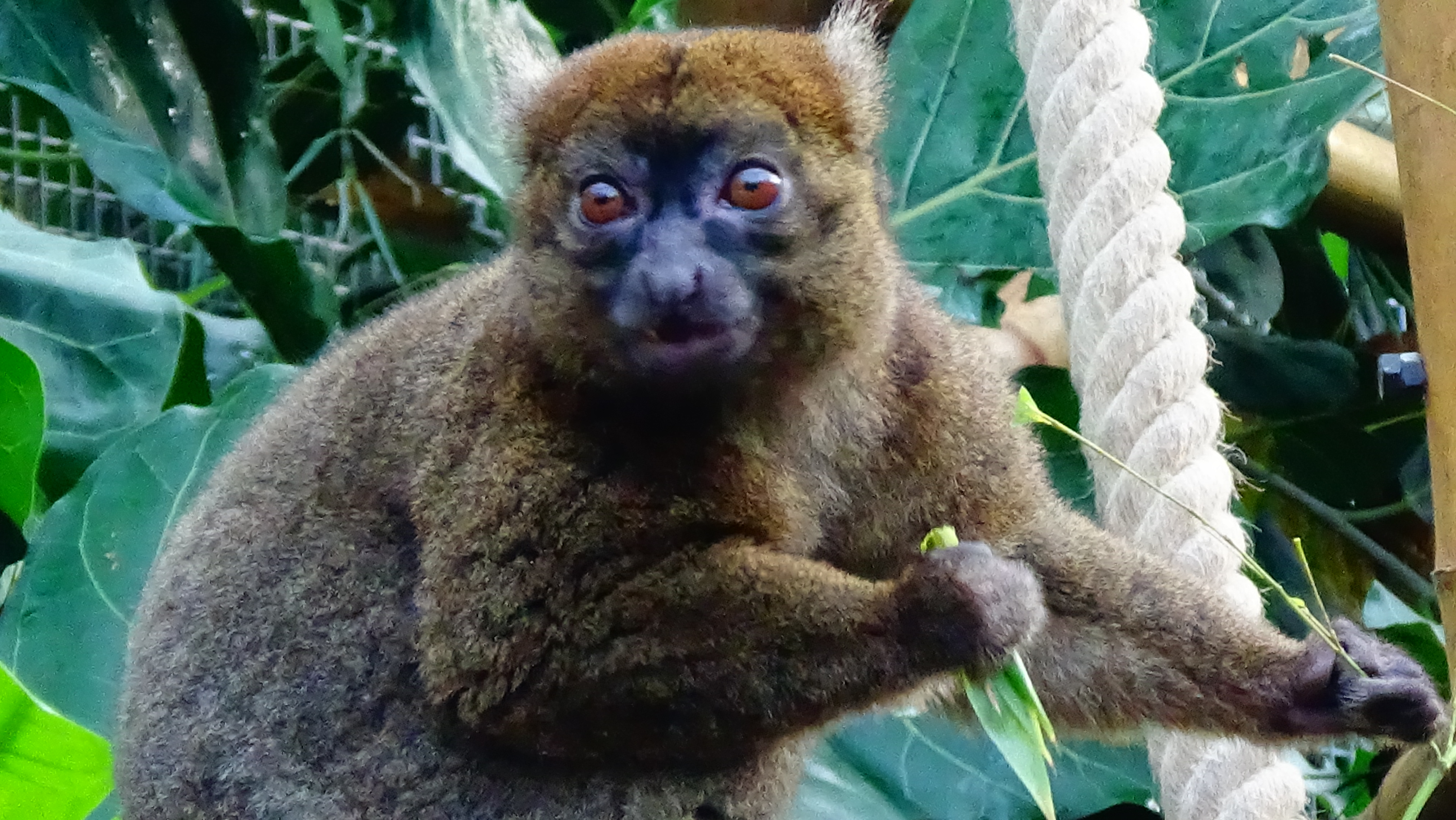
Madagaskar: breedsnuithalfmaki
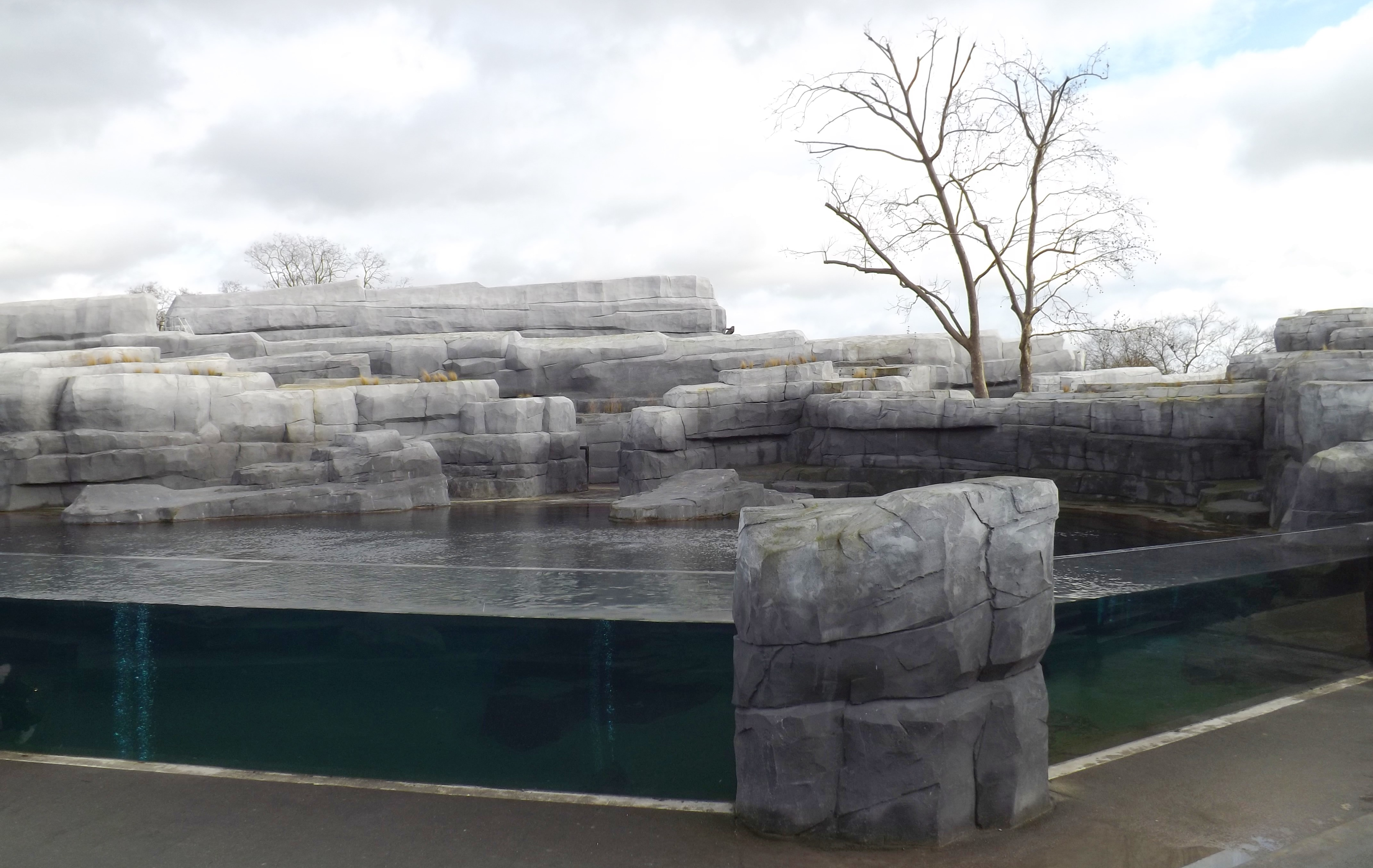
Patagonië: manenrobben
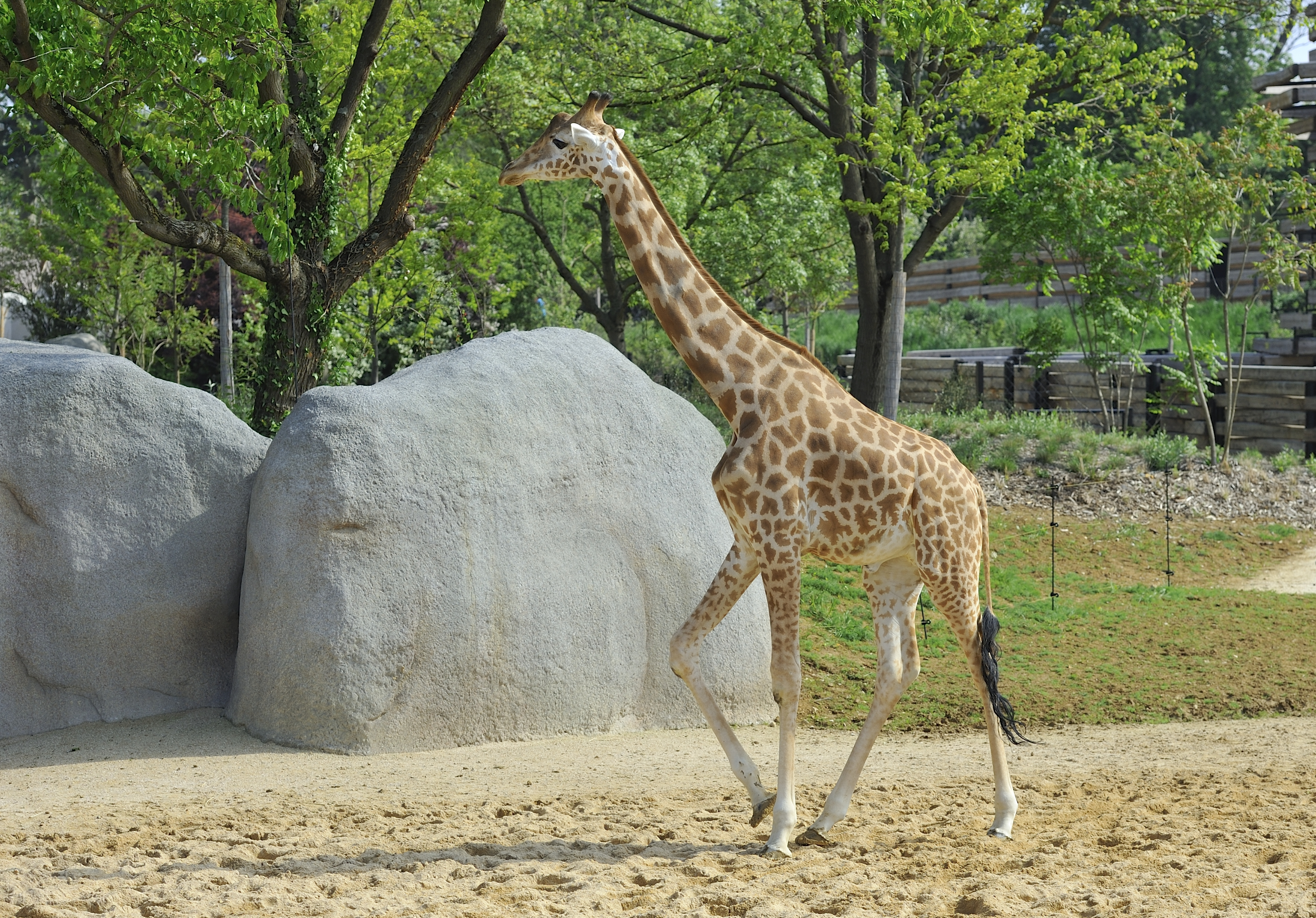
Sahel: giraffe

## Fokprogramma's
Het park neemt deel aan meerdere internationale fokprogramma's en coördineert en beheert de EEP-stamboeken voor de kroonsifaka, de bruine baviaan, de groene baviaan en de gele baviaan en het ESB-stamboek voor de kikkersoort Agalychnis moreletii.
- International Standard Name Identifier: 0000 0004 0431 2802
- Système universitaire de documentation: 027290352
- Virtual International Authority File: 152150009